# بيل هولاند (سائق فورمولا 1)
بيل هولاند (بالإنجليزية: Bill Holland)‏ (و. 1907 – 1984 م) هو سائق فورمولا 1، ومهندس، ورياضي، وسائق سيارة سباق أمريكي، ولد في فيلادلفيا، توفي في توسان، أريزونا، عن عمر يناهز 77 عاماً.